# Пайтурма (посёлок)
Пайтурма — упразднённый посёлок в Таймырском Долгано-ненецком районе Красноярского края. Входил в состав городского поселёния Дудинка.

## География
Урочище расположено в южной части Северо-Сибирской низменности, в центральной части Таймырского района на реке Дудыпта, у устья одноимённой реки, в 411 км от города Дудинка.

## История
Возник как фактория.
До 1964 года входил в состав Авамского района.
До 2010 года входил в состав Волочанского сельсовета.

## Известные уроженцы, жители
Турдагин, Мотюмяку Сочуптеевич (род. 1939) — художник.